# Nick's Boogie
Nick's Boogie è un brano musicale del gruppo musicale britannico Pink Floyd, seconda traccia della colonna sonora del documentario Tonite Let's All Make Love in London.

## Descrizione
Il brano venne registrato l'11 gennaio 1967 presso il Sound Techniques Studio di Londra. La genesi è legata alla volontà del regista Peter Whitehead, il quale preparava la realizzazione del documentario Tonite Let's All Make Love in London e ne aveva commissionato ai Pink Floyd la colonna sonora. Il regista  aveva pagato i Pink Floyd affinché eseguissero le musiche presso lo studio, filmandone anche l'esecuzione; essi eseguirono Interstellar Overdrive, rifiutandosi però di eseguirla nuovamente. Whitehead, che aveva pagato per una sessione di registrazione di due ore, chiese al gruppo di continuare e così venne improvvisato dal nulla un brano strumentale della durata di quasi 12 minuti, che venne intitolato Nick's Boogie. Il girato di tale giornata divenne un film dal titolo London '66-'67.
Nel corso del 1968 il brano fu rivisitato dal gruppo e divenne A Saucerful of Secrets.

## Pubblicazione
Il brano fu pubblicata soltanto nel 1990 nell'album Tonite Let's All Make Love In London ...Plus dalla See For Miles Records Ltd. con una versione inedita di Interstellar Overdrive di 16:46 minuti; l'album venne poi ripubblicato nel 2005 con il titolo di London 1966/1967.